# Jimsmith Lake Park
Jimsmith Lake Park är en park i Kanada.   Den ligger i provinsen British Columbia, i den södra delen av landet, 3 000 km väster om huvudstaden Ottawa. Jimsmith Lake Park ligger 1 091 meter över havet. Den ligger vid sjön Jim Smith Lake.
Terrängen runt Jimsmith Lake Park är kuperad, och sluttar österut. Närmaste större samhälle är Cranbrook, 5,1 km öster om Jimsmith Lake Park.
I omgivningarna runt Jimsmith Lake Park växer i huvudsak barrskog. Trakten runt Jimsmith Lake Park är nära nog obefolkad, med mindre än två invånare per kvadratkilometer.